# Маріпоса (округ, Каліфорнія)
Шаблон:StateAbbr_ 37°35′ пн. ш. 119°55′ зх. д. / 37.58° пн. ш. 119.91° зх. д.
Округ Маріпоса (англ. Mariposa County) — округ (графство) у штаті Каліфорнія, США. Ідентифікатор округу 06043.

## Історія
Округ утворений 1850 року.

## Демографія
За даними перепису
2000 року
загальне населення округу становило 17130 осіб, усе сільське.
Серед мешканців округу чоловіків було 8762, а жінок — 8368. В окрузі було 6613 домогосподарства, 4490 родин, які мешкали в 8826 будинках.
Середній розмір родини становив 2,86.
Віковий розподіл населення поданий у таблиці:
| Стать    | До 15 років | 15-21 | 22-29 | 30-39 | 40-49 | 50-65 | 65-85 | Понад 85 |
| -------- | ----------- | ----- | ----- | ----- | ----- | ----- | ----- | -------- |
| Чоловіки | 1491        | 870   | 631   | 1082  | 1468  | 1783  | 1327  | 110      |
| Жінки    | 1472        | 645   | 506   | 1030  | 1461  | 1751  | 1334  | 169      |

## Суміжні округи
- Туолемі — північ
- Мадера — південний схід
- Мерсед — південний захід
- Станіслаус — захід

## Виноски
1. ↑  U.S. Decennial Census. United States Census Bureau. Архів оригіналу за 19 липня 2018. Процитовано 28 вересня 2015.
2. ↑  Historical Census Browser. University of Virginia Library. Архів оригіналу за 11 серпня 2012. Процитовано 28 вересня 2015.
3. ↑  Forstall, Richard L., ред. (27 березня 1995). Population of Counties by Decennial Census: 1900 to 1990. United States Census Bureau. Архів оригіналу за 24 вересня 2015. Процитовано 28 вересня 2015.
4. ↑  Census 2000 PHC-T-4. Ranking Tables for Counties: 1990 and 2000 (PDF). United States Census Bureau. 2 квітня 2001. Архів оригіналу (PDF) за 18 грудня 2014. Процитовано 28 вересня 2015.
5. ↑  State & County QuickFacts. United States Census Bureau. Архів оригіналу за 14 липня 2011. Процитовано 4 квітня 2016.(англ.) Наведено за англійською вікіпедією.
6. ↑  American FactFinder. Бюро перепису населення США. Архів оригіналу за 26 лютого 2012. Процитовано 31 січня 2008.

| США | Це незавершена стаття з географії США. Ви можете допомогти проєкту, виправивши або дописавши її. |